# For You〜やっぱ好きやねん〜
「For You〜やっぱ好きやねん〜」（フォー・ユー〜やっぱすきやねん〜）は、1986年10月21日に発売されたやしきたかじんの6枚目のオリジナル・アルバム。
2014年12月17日に「For You〜やっぱ好きやねん〜（+2）」で再発された。

## 解説
前作『CATCH ME』から2年5ヶ月ぶりのアルバム。鹿紋太郎をはじめ、当時のラジオ番組で一緒に仕事をした泰葉、かつての友人だった円広志、河島英五からの提供楽曲、先行シングル「やっぱ好きやねん」の他、過去の楽曲「気楽トンボ」「スマイル・アゲイン」のリテイク・ヴァージョンも収録された全10曲。
ジャケット写真は大阪・中之島公会堂をバックに撮影されたもの。

## 逸話
10曲目「生まれる前から好きやった」は、たかじんがレギュラーを務めていた「ハロー!ナショナルショウルーム（MBSラジオ）」にゲスト出演した河島が「たかじんに是非歌ってほしい歌がある」と言い、河島自らピアノの弾き語りで番組内で歌った。収録後、たかじんが「その曲くれ」と何度も頼み込んで、河島が了承した。河島は1988年12月1日発売の同名シングルと21日発売のアルバム『季節』でセルフカバーしている。

## 再発
たかじんが2014年1月3日に急逝したことを受け、同年12月17日に、ビクターに遺したアルバム5作品をリマスタリング、各盤2曲～4曲のボーナス・トラックを追加してSHM-CDで復刻再発された。

## 収録曲
1. トワイライト・ジェラシー [03:43]
作詞：朝倉恭子／作曲：泰葉／編曲：岩本正樹
2. 雨の日はバラードで [05:04]
作詞：ありそのみ・谷口雅洋／作曲：谷口雅洋／編曲：川村栄二
3. 気楽トンボ [03:58]
作詞：荒木十章／作曲：やしきたかじん／編曲：上柴はじめ
4. やっぱ好きやねん [04:24]
作詞・作曲：鹿紋太郎／編曲：川村栄二
5. 哀しみのAgain [04:47]
作詞・作曲：伊藤薫／編曲：奥慶一
6. Good-bye色男 [04:23]
作詞・作曲：鹿紋太郎／編曲：奥慶一
7. 午前2時のモノローグ [04:53]
作詞・作曲：鹿紋太郎／編曲：岩本正樹
8. スマイル・アゲイン [04:42]
作詞：来生えつこ／作曲：やしきたかじん／編曲：岩本正樹
9. 夢の瞬間 [04:42]
作詞・作曲：円広志／編曲：岩本正樹
10. 生まれる前から好きやった [04:28]
作詞・作曲：河島英五／編曲：上柴はじめ
11. やっぱ好きやねん（カラオケ） [4:27]※ボーナス・トラック
12. Yume Irankane [new remix version]（カラオケ） [04:36]※ボーナス・トラック